# Sapromyza remota
Sapromyza remota är en tvåvingeart som beskrevs av Thomson 1869. Sapromyza remota ingår i släktet Sapromyza och familjen lövflugor. Inga underarter finns listade i Catalogue of Life.